# Leichtathletik-Weltmeisterschaften 2022/Teilnehmer (Irak)
| Gelbes Symbol für Goldmedaillen mit stilisierten Olympischen Ringen | Graues Symbol für Silbermedaillen mit stilisierten Olympischen Ringen | Braundes Symbol für Bronzemedaillen mit stilisierten Olympischen Ringen |
| ------------------------------------------------------------------- | --------------------------------------------------------------------- | ----------------------------------------------------------------------- |
| –                                                                   | –                                                                     | –                                                                       |

Der Irak nahm an den Leichtathletik-Weltmeisterschaften 2022 in Eugene mit einem Athleten teil.

## Ergebnisse

### Männer

#### Laufdisziplinen
| Athlet                 | Disziplin | Vorrunde | Vorrunde | Vorlauf | Vorlauf | Halbfinale | Halbfinale | Finale | Finale |
| Athlet                 | Disziplin | Zeit     | Platz    | Zeit    | Platz   | Zeit       | Platz      | Zeit   | Platz  |
| ---------------------- | --------- | -------- | -------- | ------- | ------- | ---------- | ---------- | ------ | ------ |
| Hussein Ali al-Khafaji | 100 m     | 10,65 s  | 8        | 10,55 s | 49      | DNQ        | DNQ        | –      | –      |